# Саво Милошевич
Саво Милошевич е сръбски футболист, нападател. Роден е на 2 септември 1973 г. в град Биелина, днешна Република Сръбска, Босна и Херцеговина.

## Кариера
Започва футболната си кариера в местния Радник (Биелина). Историята на големия футбол Милошевич започва да пише с фланелката на белградския Партизан, в чиито редици започва да се подвизава през 1992 г. Нападателят играе три години за белградския гранд, по време на които е реализирал 98 мача и 64 гола. През 1995 г. най-резултатния голмайстор на Сърбия преминава в редиците на бирмингамския Астън Вила, където остава до 1998 г. В английската Висша лига Саво Милошевич изиграва 90 мача и реализира 28 гола. Най-успешните години от кариерата си Милошевич прекарва по испанските терени, когато през 1998 г. е продаден на Сарагоса. С отличната си игра и многобройните голове за Сарагоса клуба достига до четвърто място в Премиера Дивизион през сезон 1999/2000 г. Феновете на стадион „Ла Ромареда“ му измислят прозвището „човекът-гол“. За испанския клуб Милошевич изиграва 70 мача, в които отбелязва 38 гола. През 2000 г. Саво Милошевич заминава за футболните терени на Апенинския полуостров, където го очаква трансфер в италианския Парма. Ръководството на „пармалатите“ спешно търси заместник на арженстинския голмайстор Ернан Креспо. Саво Милошевич остава на стадион „Еннио Тардини“ в Парма една година, през която участва в 31 мача и вкарва 9 гола. През 2002 г., Милошевич отново се завръща по терените на Иберийския полуостров. Следват силни сезони с екипите на Сарагоса, Селта, Еспаньол и Осасуна. За пет години с фланелката на четири различни испански отбора Милошевич вкарва 53 гола, които окончателно потвърждават имиджа си на първокласен голмайстор. Със статута на свободен агент Саво Милошевич заминава през 2008 г., за да опита късмета си и в руското първенство, където играе в Рубин (Казан). На 2 ноември 2008 г. Милошевич вкарва гол в 89-а минута, което подпечатва шампионската титла на отбора, който за първи път в своята история печели този трофей. Милошевич слага край на продуктивната си футболна кариера през 2008 г. За националния отбор на Югославия, Сърбия и Черна Гора и Сърбия Милошевич изиграва 102 мача и има в актива си 37 гола, което го прави абсолютен рекордьор, както по брой на участията с националната фланелка, така и по брой на вкараните точни попадения. Бенефисния си мач за националния отбор Милошевич играе срещу България на 19 ноември 2008 г. В тази приятелска среща Милошевич вкарва два гола и пропуска две дузпи.

## Треньорска Кариера

### Черна гора (помощник)
От 2011 г. до 2012 г. Милошевич е помощник–треньор на Бранко Бърнович в националния отбор на Черна гора.

### Сърбия (помощник)
От юли 2012 г. до ноември 2016 г. Милошевич е спортен директор на националния отбор на Сърбия, като заедно с това съвместява и ролята на помощник–треньор на Синиша Михайлович, Любинко Друлович, Дик Адвокат и Радован Чурчич.

### Партизан
На 27 март 2019 г. Милошевич е назначен от борда на директорите на Партизан за нов треньор на клуба, като първата му победа идва на 3 април 2019 г. при домакинство на Чукарички с 3:2. В първото си вечно дерби като треньор на Партизан, Милошевич и неговият отбор губят с 2:1 като гост от Цървена Звезда. В края на първия си сезон начело Милошевич успява да класира Партизан за квалификационните кръгове на Лига Европа за сезон 2019 – 2020. На 23 май 2019 г. Милошевич печели първия си трофей като треньор, когато неговият отбор Партизан побеждава Цървена звезда с 1:0 във финала за Купата на Сърбия, сезон 2018 – 2019. През юли и август на 2019 г. Партизан си осигурява девето участие в историята си в груповата фаза на Лига Европа.В квалификациите под ръководството на Милошевич Партизан отстранява уелския Connah's Quay Nomads (4:0), турския Йени Малатияспор (3:2) и норвежкия Молде (3:2). На 30 август 2019 г. Партизан попада в група L на Лига Европа, заедно с английския Манчестър Юнайтед, казахстанския Астана и нидерландския АЗ Алкмар. Под ръководството на Милошевич в мачовете си от групата Партизан завършва трети, след две победи (2:1; 1:2) над Астана, две равенства (2:2; 2:2) срещу АЗ и две загуби (1:0; 0:1) от Манчестър Юнайтед.

### Олимпия Любляна
На 16 юни 2021 г. Милошевич е назначен за треньор на словенския гранд Олимпия Любляна. Първата му победа начело на отбора идва на 22 юли 2021 г. срещу малтийския Биркиркара с 1:0 във втория предварителен кръг на Лига Европа. В надпреварата Милошевич и Олимпия достигат третия предварителен кръг, където биват отстранени от португалския Санта Клара. Само след 4 месеца работа в Словения, поради незадоволително представяне Милошевич напуска.